# Démarcation des terres autochtones au Brésil
Pour un article plus général, voir Terre autochtone.

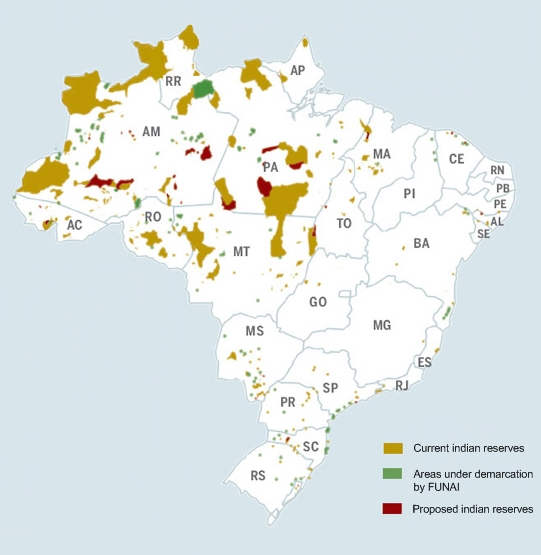
Carte des terres autochtones du Brésil en 2008 :
existants
en cours de création
proposés

La démarcation (demarcação) des terres des peuples indigènes du Brésil est un droit reconnu par l'article 231 de la constitution brésilienne de 1988 et toujours en cours de réalisation en 2014. Elle entraîne de nombreux conflits économiques, politiques et juridiques. En 2011, 400 terres autochtones sont démarquées, de nombreuses procédures sont en cours, suspendues ou faisant l’objet de batailles juridiques. 

## Dispositions juridiques
Les terres autochtones sont selon le droit brésilien « inaliénables et indisponibles, et donc sans possibilité aucune de négociation ou de prise en compte des intérêts économiques (qu'ils soient d'entreprises minières ou d'exploitation de bois, d'orpailleurs, de grands propriétaires terriens ou de petits paysans) ou politiques (secteurs militaires ou gouverneurs des États concernés) ». Dans de nombreux endroits, ces différents groupes ont pourtant essayé et parfois réussi à occuper des terres, soit par la force, soit en tentant d'exploiter des failles juridiques : nier l'identité indigène de certains peuples, contester la délimitation de certains territoires, créer des réserves écologiques à vocation économique pour permettre l'exploitation des ressources.
La Constitution précise que la mise en œuvre doit être effective en cinq ans.

## Mise en œuvre
Concrètement, la démarcation passe par une étude cartographique, environnementale, ethnologique et historique dirigée par un anthropologue assisté d'un groupe technique spécialisé chargé de réaliser des études de nature ethnologique, historique, juridique, cartographique et environnementale. L'étude est ensuite validée ou amendée par la Fondation Nationale de l'Indien. La reconnaissance officielle passe par une démarcation physique consistant à installer des panneaux d'interdiction d'accès sur les voies conduisant aux terres indigènes. 
Plus de 25 ans après la promulgation de la constitution, lors de la cérémonie d'ouverture de la coupe du monde de football de 2014 à São Paulo, un des trois enfants chargés du lâché de colombe, amérindien, brandit une banderole « demarcação » pour dénoncer le non-respect de ce droit. Le geste est censuré sur les télévisions,.
Après les démarcations, les terres autochtones sont quand même souvent envahies par des gens extérieurs, et l'État fédéral est alors obligé de procéder à une « desintrusão » (retirer les intrus), ce qui n'est pas sans difficultés et s'accompagne souvent de compromis.

## Remise en cause par Jair Bolsonaro
Dès le jour de son accession à la présidence brésilienne, le 1er janvier 2019, Jair Bolsonaro attribue la démarcation au Ministère de l'agriculture, de l'élevage et de l'approvisionnement (pt), auparavant confiée à la Fondation nationale de l'Indien. Il livre ainsi, de l'avis de tous les observateurs, l'Amazonie aux groupes agroalimentaires représentés par sa ministre Tereza Cristina. Dès avant son investiture, le futur président avait affirmé qu'« il ne céderait plus aucun centimètre de terre pour les réserves indigènes et quilombolas ».
Il cherche ensuite à faire valider le « cadre temporel », une vision de la Constitution dans laquelle ne pourraient être reconnues comme ancestrales que les terres occupées par les peuples indigènes depuis la promulgation de la Constitution en 1988. Alors que le Tribunal suprême fédéral examine l'affaire, le président menace de ne pas appliquer la décision de la Cour suprême au cas où celle-ci lui serait contraire, déclarant que si le principe du « cadre temporel » n’était pas validé ce serait « la fin du Brésil » et appelant les magistrats à « accepter sa demande ou ajourner leur décision ».